# Vigo
Vigo Spanyolország Galicia nevű autonóm közösségének legnagyobb városa. Pontevedra tartományban található. A 2005-ös népszámlálás szerint lakossága 293 725 fő, a körzetébe tartozó területen összesen 420 672, így Spanyolország tizennegyedik legnagyobb nagyvárosi körzete. A város halászatáról, ételeiről, kulturális és éjszakai életéről illetve RC Celta de Vigo nevű focicsapatáról ismert.

## Történelme
Vigónak hosszú történelme van, egy hegyi erődre (Castro) és egy római településre épült. Általánosan elfogadott az a nézet, hogy neve a latin vicus szóból származik. A középkor alatt a kis falu a környező városokhoz, főként Tuihoz tartozott, és számos viking támadásnak esett áldozatul.
Lakossága annyira kevés volt, hogy a 15. századig nem is tartották igazi falunak. A legkorábbi emlékek is az ezt követő időkből származnak.
A 16. és 17. században a várost többször megtámadták. 1585-ben és 1589-ben Francis Drake rajtaütött, és egy ideig uralta, eközben számos épületet leégetett. Néhány évtizeddel később 1617-ben  a török kalózok próbálták megtámadni. Ennek eredményeként 1656-ban városfalat építettek, IV. Fülöp uralma alatt. Ezek egy részét a mai napig megőrizték.
Ebben a korszakban kezdték kiépíteni az első kereskedelmi kapcsolatokat, a város számos privilégiumot kapott a spanyol királyoktól.
1702-ben egy tengeri csata zajlott le, és 1719-ben, mivel a Vigótól távol lévő spanyol flotta éppen Skóciát próbálta támadni, a várost ideiglenesen megszerezte az brit flotta.
1808-ban a francia hadsereg Napóleon császár birodalmához csatolta Spanyolországot, habár Vigo 1809. januárjáig meghódítatlan maradt. Később Vigo volt Galicia első városa, amely felszabadult a francia uralom alól, ezt minden március 28-án Reconquista néven (magyarul: visszahódítás) ünneplik meg.
A város nagyon gyorsan nőtt a 19–20. században. Ez azt eredményezte, hogy gyakran módosítani kellett az elrendezését, ezáltal kevésbé rendezettebb, mint más galiciai városok.
Itt halt meg Héjjas Iván.

## Demográfia
| Vigo népességszám-változása 1991 és 2005 között |         |         |         |         |
| 1991                                            | 1996    | 2001    | 2004    | 2005    |
| 276 109                                         | 286 774 | 280 186 | 292 059 | 293 725 |

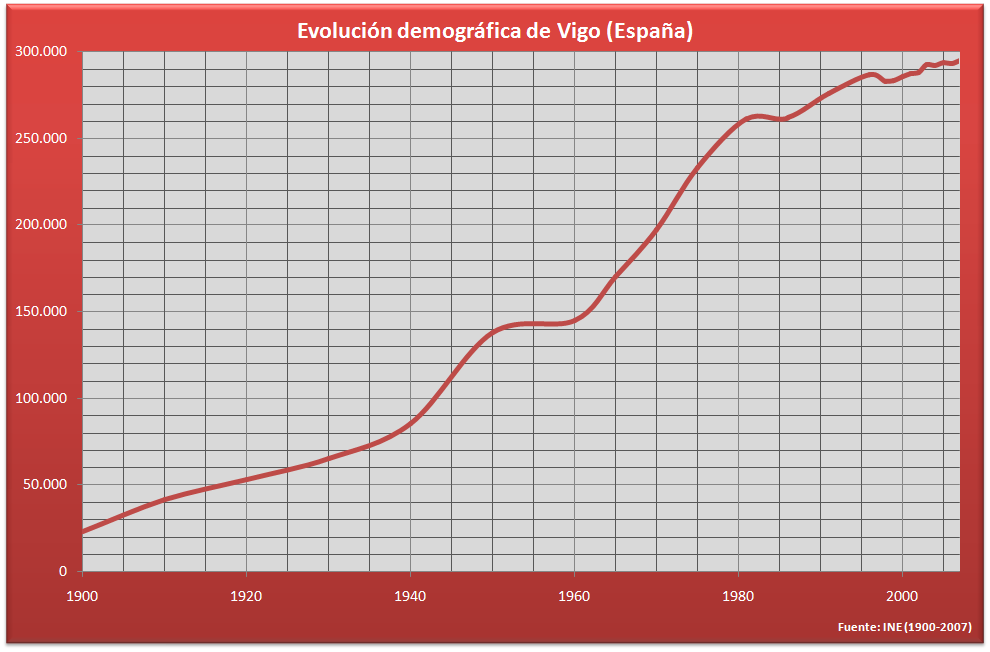
Vigo lakosságának alakulása 1900-tól

A település lakosságának változását az alábbi diagram mutatja:
| Lakosok száma | 287 282 | 292 059 | 294 772 | 297 332 | 297 355 | 294 997 | 292 986 | 295 364 | 292 374 | 293 977 |
|               | 2001    | 2004    | 2007    | 2009    | 2012    | 2014    | 2017    | 2019    | 2022    | 2024    |

## Nevezetességek
- Szűz Mária apátsági templom (Colegiata de Santa María)
- Halászkikötő (Dársena del Berbés)
- Castelos-palota (Paso de Castelos)
- San Sebastian-erőd (Castillo de San Sebastián)
- Castro-erőd (Castillo de Castro)
- Cíes-szigetek (Islas Cíes)

## Gazdaság
Vigo Galicia vezető iparvidéke, automatizált gyárakkal, hajógyárakkal és kisegítő iparral. Galicia legtöbb munkást foglalkoztató cége, a PSA Peugeot Citroën is itt található. 2003-ban összesen 473 000 járművet gyártott, amelynek 88%-át Spanyolországon kívül adták el.
Vigo a legnagyobb halászkikötő Európában, és a világ legnagyobb halászcégének, a Pescanovának ad helyet.

## Oktatás
A Vigói Egyetem, amely korábban Santiago de Compostela egyetemének részeként működött, a város hegyes, külső területén helyezkedik el.